# Ablesemikroskop

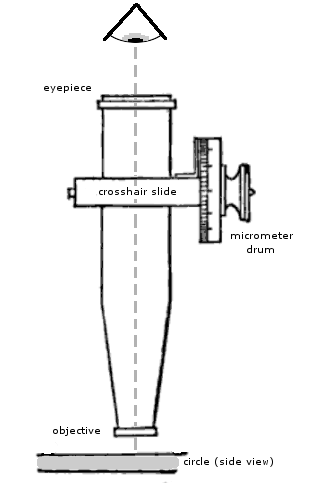
Ablesemikroskop; nach William A. Norton (1867)

Ablesemikroskope sind kurze, schwach vergrößernde Mikroskope, mit denen Teilkreise genau abgelesen werden können. Sie werden seit etwa 1800 für alle genauen Winkelmessungen verwendet, wie sie in der Astronomie bei Meridiankreisen oder in der Geodäsie bei Theodoliten und Tachymetern notwendig sind.
Ältere Messinstrumente haben noch offene Ablesemikroskope, die paarweise an gegenüberliegenden Stellen des Messkreises angebracht sind. Moderne Theodolite haben nur ein Ablesemikroskop direkt neben dem Fernrohr, in dessen Gesichtsfeld die diagonalen Stellen der Teilkreise durch einen gefalteten Strahlengang zusammengespiegelt werden. Dadurch kann die Messung sehr rasch und mit nur geringer Fehlerquote erfolgen. Seit den 1990er-Jahren setzt sich aber zunehmend eine opto-elektronische Ablesung mit sofortiger digitaler Speicherung durch.
Bei großen Universal- und Passageninstrumenten kann die Ablesung im geschlossenen, feuchtigkeits- und staubdichten Gehäuse untergebracht sein, während bei astronomischen Großteleskopen der Strahlengang oft an eine fixe Stelle geleitet wird, vergleichbar der Placierung eines Coude-Fokus.